# Anemonopsis macrophylla
Anemonopsis macrophylla ist eine Pflanzenart aus der Familie der Hahnenfußgewächse (Ranunculaceae). Sie ist die einzige Art der Gattung Anemonopsis.

## Merkmale
Anemonopsis macrophylla ist eine ausdauernde, krautige Pflanze, die Wuchshöhen von 60 bis 100 Zentimeter erreicht. Die Art bildet ein Rhizom. Die Blätter sind zweifach bis vierfach gefiedert. Die Fiederblättchen sind eiförmig-lanzettlich, 5 bis 10 Zentimeter lang und ihr Rand ist unregelmäßig gesägt oder gelappt. Die Blüten sind auf langen Stielen angeordnet. Sie sind nickend und haben einen Durchmesser von 20 bis 40 Millimeter. Die äußeren Blütenhüllblätter sind länglich bis elliptisch und stehen fast waagerecht ab, die inneren Blütenhüllblätter dagegen sind verkehrteiförmig und aufrecht.
Die Blütezeit reicht von Juli bis August.

## Vorkommen
Die Art kommt in Japan auf Honshū in lichten, sommergrünen, feuchthumosen Wäldern vor.

## Nutzung
Anemonopsis macrophylla wird selten als Zierpflanze für Gehölzgruppen genutzt. Sie ist mindestens seit 1877 in Kultur.

## Belege
- Eckehart J. Jäger, Friedrich Ebel, Peter Hanelt, Gerd K. Müller (Hrsg.): Rothmaler Exkursionsflora von Deutschland. Band 5: Krautige Zier- und Nutzpflanzen. Spektrum Akademischer Verlag, Berlin, Heidelberg 2008, ISBN 978-3-8274-0918-8, S. 117.